# First Hotel G

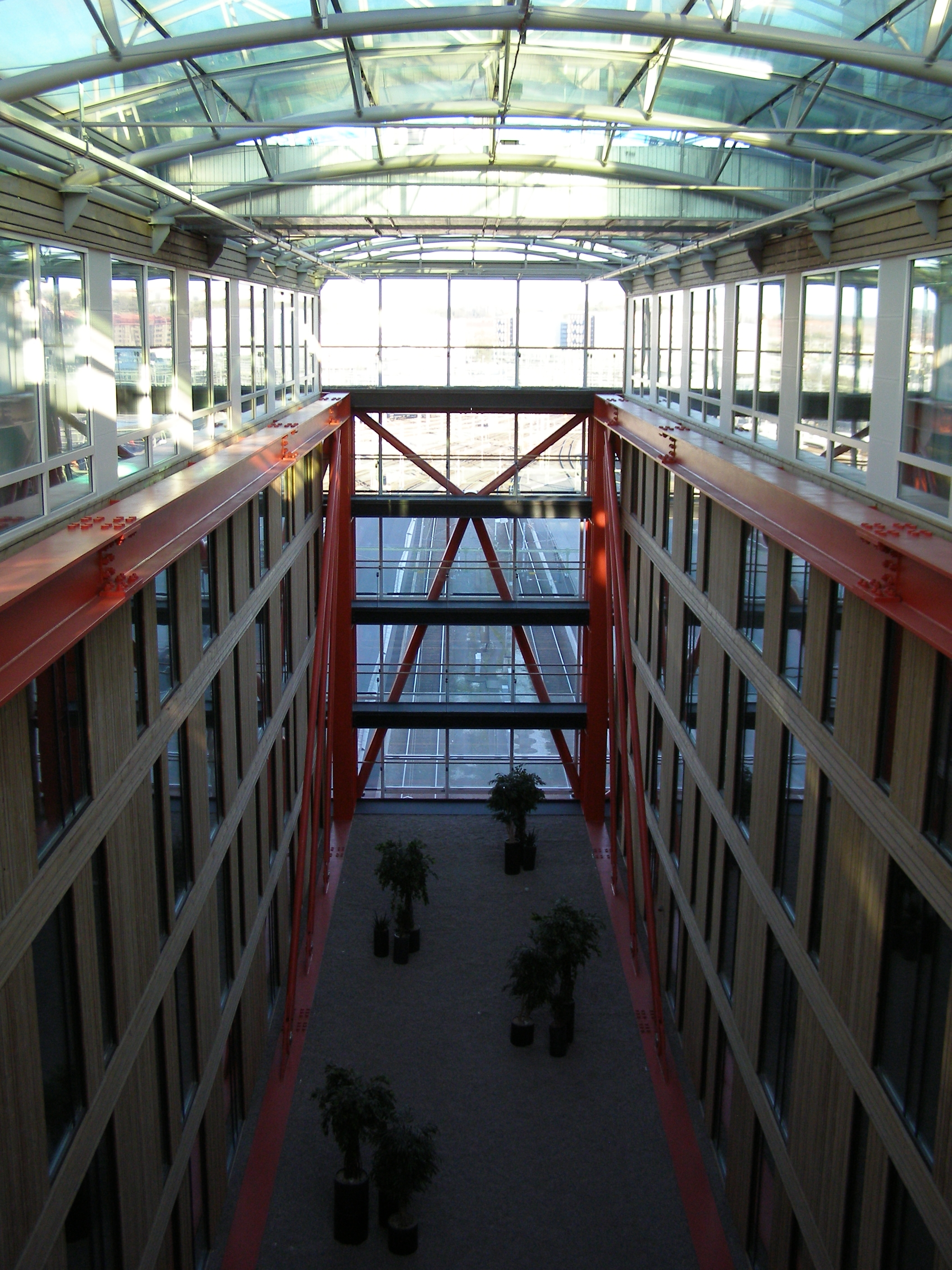
Interiör.

Hotel G är ett hotell beläget i byggnaden Centralhuset, i direkt anslutning till Göteborgs centralstation. Hotellet ingick en tid i hotellkedjan First Hotels. Hotellet byggdes 2004, när man renoverade och byggde om stora delar av Göteborgs centralstation. Hotellet ligger ovanpå centralstationen men nås även direkt från utsidan, från Nils Ericsonplatsen. Hotellet har 300 rum belägna på fem våningar. Restaurangen "G Mat & Vin" med tillhörande champagnebaren, Cristal Bar, ligger på plan 2. 
Hotellets spaavdelning, G Wellness; har bastu med utsikt över tågspåren, gym och även möjlighet att boka olika sorters kropps- och ansiktsbehandlingar.